# Medina albifrontalis
Medina albifrontalis är en tvåvingeart som först beskrevs av Gimmerthal 1842.  Medina albifrontalis ingår i släktet Medina och familjen parasitflugor.
Artens utbredningsområde är Lettland. Inga underarter finns listade i Catalogue of Life.